# Сарыбаев, Шора Шамгалиевич
Шора Шамгалиевич Сарыбаев (02.03.1925, Ташкент — 01.05.2018, Алма-Ата) — учёный в области лингвистики, казахстанский языковед, тюрколог, один из основателей диалектологии казахского языка. Заслуженный деятель науки Казахской ССР (1985).

## Биография
Родился 2 марта 1925 года в Ташкенте в семье известного педагога, методиста Шамгали Харесовича Сарыбаева. Происходит из подрода бұғанай рода байбакты племени байулы.
С 1945 по 1950 год окончил Казахский государственный университет имени С. М. Кирова, затем поступил в аспирантуру на кафедру казахского языка.
В 1954 году защитил кандидатскую диссертацию на тему «Қазақ тіліндегі одағайлар» под руководством профессора М. Балакаева. В 1974 году защитил докторскую диссертацию на тему «Областная казахская лексикография»
С 1954 г. и до конца своей жизни работал старшим научным сотрудником Института языкознания им. А. Байтурсынова, затем заведующим кафедрой истории и диалектологии казахского языка, заместителем директора института, главным научным сотрудником.
Ученый скончался 1 мая 2018 года.

## Семья
- Сын: Сарыбаев, Кайрат Шораевич
- Дочери: Сарыбай Майра Шоракызы, Салтанат Сарыбаева

## Научная деятельность
Он изучал диалектологию, морфологию, лексикологию, лексикографию, библиографию, историю языка, алтайоведение.
Автор более 300 научных статей и учебников, более 20 монографий.
Опубликовал библиографический указатель 1000 кандидатских диссертаций, защищенных в области казахского языкознания.
Труды Ш.Сарыбая переведены на узбекский, арабский, кыргызский, татарский, турецкий, азербайджанский и другие языки
1. Қазақ тіл білімінің мәселелері. — Алматы: Абзал-Ай, 2014. — 640 б.
2. Қазақ тілінің аймақтық лексикасы. — Алматы:Ғылым,1989. — 192 б.
3. Қазақ тіл білімінің библиографиялық көрсеткіші. — Алматы, 1956. — 91 б.
4. Казахская региональная лексикография. — Алма-Ата: Наука,1976. — 215 с.
5. Междометия в казахском языке. — Алма-Ата,1959. — 138 с.
6. Еліктеуіш сөздер. — Алматы,1982. — 54 б.
7. Қазақ тіліндегі еліктеуіш сөздер. — Алматы,1960. — 42 б.
8. Қазақ тіл білімі әдебиетінің библиографиялық көрсеткіші.1-б. — Алма-Ата:Ғылым,1965. — 255 б.
9. Қазақ тіл білімі әдебиетінің библиографиялық көрсеткіші 1-бөлім — Алма-Ата: Ғылым,1965. — 269 б.
10. Қазақ тіл білімі әдебиетінің библиографиялық көрсеткіші 2-бөлім. — Алма-Ата: Ғылым,1971. — 239 б.
11. Қазақ тіл білімі әдебиетінің библиографиялық көрсеткіші 3-бөлім. — Алма-Ата: Ғылым,1977. — 170 б.
12. Қазақ тіл білімі әдебиетінің библиографиялық көрсеткіші 4-бөлім. — Алма-Ата: Ғылым,1982. — 164 б.
13. Қазақ тіл білімі әдебиетінің библиографиялық көрсеткіші 5-бөлім. — Алма-Ата: Ғылым,1987. — 168 б.
14. Қазақ тіл білімі әдебиетінің библиографиялық көрсеткіші 6-бөлім. — Алма-Ата: Ғылым,1994. — 240 б.
15. Тіл білімпазы//Халел танымы. — Алматы:Ғылым,1994. − 32-42 б.
16. Состояние изучения казахских говоров//Развитие казахского советского языкознания. — Алматы: Наука,1980.
17. К вопросу о нормализации дублетных вариантов в казахском литературном языке//Қазақ пен ұйғыр тіл білімі мәселелері.-Алма-Ата,1963.-41-47 б.
18. Қазақ тіл білімінің совет өкіметі тұсында дамуы//Наука в Казахстане за 40 лет Советской власти.-Алма-Ата,1957.-С.407-432
19. Бұқаралық ақпарат құралдары тіліндегі жаңа қолданыстар//Мемлекеттік тіл: терминология, іс қағаздары мен бұқаралық ақпараттық құралдар тілі.-Астана,1999.-464 б.
20. Развитие лексики казахского языка в советскую эпоху//М. О. Ауезов. Сборник статей к его шестидесятилетию.-Алма-Ата,1959. -С.230-251
21. Ана тілім деп қабырғасы қайысқан//Тіл мен әдебиет: кешегісі мен бүгіні.- Алматы: Арда, 2006. — 7-10 б.
22. Көркем әдебиет тіліндегі жергілікті ерекшеліктер//Жазушы және сөз мәдениеті.-Алматы,1983.-107 б.
23. Көкшетау облысы,Шучинск екбекшілер аудандарында тұратын қазақтардың тіліндегі кейбір лексикалық ерекшеліктер//Қазақ тілі тарихы мен диалектологиясының мәселелері.3 т.-Алматы,1960.-72 б.
24. 1920—1930 жылдардағы әдеби тілдің тарихына қатысты кейбір мәселелер// Қазақ тілі тарихы мен диалектологиясының мәселелері.5шығуы.-Алматы,1963.-5-19 б.
25. Источники этимологических словарей реальных групп тюркских языков и практические вопросы подготовки материалов этих словарей//Советская тюркология и развитие тюркских языков в СССР.-Алма-Ата: Наука, 1976.- С.281-284
26. Лексикографический сборник. Вып.ІУ.-М,:1960.-С.175-178
27. Қазақ диалектологиясы.-Алматы: Мектеп, 1979.-203 б.
28. Қазақ диалектологиясы.-Алматы: Мектеп, 1967.-110 б.
29. Қазақ диалектологиясы.-Алматы: Мектеп, 1967.-110 б.
30. Выступления //Вопросы методов изучения истории тюркских языков.-Ашхабад,1961.-С.145-150
31. Вопросы диалектологии тюркских языков.-Баку,1963.-С.45-54
32. Қазақ тілі тарихы мен диалектологиясының мәселелері. 5-кітап.-Алматы,1963.-272 б. и др.

## Награды и звания
1. Доктор филологических наук (1974)
2. Профессор (1979)
3. Академик Национальной академии наук Республики Казахстан (2003)
4. «Заслуженный деятель науки Казахской ССР» (1985)
5. Медаль «Ветеран труда» (1985)
6. Орден «Курмет» (2001)
7. Медаль «60 лет Победы в Великой Отечественной войне 1941—1945 гг.» (Казахстан) (2005)
8. «Почетный работник образования Казахстана» (2005)
9. Орден Парасат (2007)